# Discografie van Paul de Munnik
Hieronder volgt de discografie van het Nederlandse zanger Paul de Munnik, met name zijn albums, zijn nummers met een notering in een hitlijst en zijn Top 2000-noteringen. Voor de muziek die hij heeft uitgebracht als onderdeel van het muziekduo Acda en De Munnik, zie hier en als onderdeel van de supergroep De Poema's, zie hier. 

## Albums
| Album                                           | Verschijnen       | Label              | Hitlijsten | Hitlijsten |
| Album                                           | Verschijnen       | Label              | NL         | NL         |
| Album                                           | Verschijnen       | Label              | Piek       | Weken      |
| ----------------------------------------------- | ----------------- | ------------------ | ---------- | ---------- |
| Op weg naar huis (met Kees Prins en JP den Tex) | april 2007        | Universal          | 55         | 7          |
| Nieuw                                           | 12 maart 2016     | Greytown           | 8          | 8          |
| Goed jaar                                       | 16 maart 2018     | Agents After All   | 18         | 2          |
| III                                             | 29 april 2021     | AA Label Service   | 39         | 1          |
| Ooit (met Engel)                                | 03 juni 2022      | Engelland          | -          | -          |
| Musketiers (als Musketiers)                     | 23 september 2022 | AAA Label Services | 10         | 2          |

## Singles
| Lied                                                                                 | Verschijnen       | Album                         | Hitlijsten | Hitlijsten | Hitlijsten  | Hitlijsten  | Hitlijsten   | Hitlijsten   | Opmerkingen                                      |
| Lied                                                                                 | Verschijnen       | Album                         | BE (VL)    | BE (VL)    | NL (Top 40) | NL (Top 40) | NL (Top 100) | NL (Top 100) | Opmerkingen                                      |
| Lied                                                                                 | Verschijnen       | Album                         | Piek       | Weken      | Piek        | Weken       | Piek         | Weken        | Opmerkingen                                      |
| ------------------------------------------------------------------------------------ | ----------------- | ----------------------------- | ---------- | ---------- | ----------- | ----------- | ------------ | ------------ | ------------------------------------------------ |
| Kijk me na (als Keizer & De Munnik)                                                  | 2 september 2011  | 't Heerst (Acda en De Munnik) | —          | —          | 7           | 11          | 1 (1 wk)     | 14           |                                                  |
| Wereldwijd orkest (diverse artiesten, met Het Metropole Orkest o.l.v. Vince Mendoza) | 18 november 2011  | —                             | —          | —          | 12          | 4           | 1 (1 wk)     | 6            | Goud in Nederland                                |
| Laten we dansen (met Diggy Dex)                                                      | 23 september 2016 | Golven (Diggy Dex)            | tip38      | —          | tip11       | —           | —            | —            |                                                  |
| Als ik je weer zie (met Thomas Acda, Maan & Typhoon)                                 | 15 januari 2021   | —                             | tip9       | —          | 6           | 16          | 5            | 33           | NPO Radio 2 TopSong / Dubbelplatina in Nederland |
| Stap maar in bij mij (met MEAU)                                                      | 7 januari 2022    | —                             | —          | —          | tip10       | —           | —            | —            |                                                  |

## NPO Radio 2 Top 2000
| Nummer met noteringen in de NPO Radio 2 Top 2000     | '22 | '23 | '24  |
| ---------------------------------------------------- | --- | --- | ---- |
| Als ik je weer zie (met Thomas Acda, Maan & Typhoon) | 763 | 649 | 1412 |

1. ↑  Een vetgedrukt getal geeft de hoogste notering aan.
2. ↑  2022 was het eerste jaar met een notering voor dit nummer.